# Златопільський район
Златопільський район — адміністративно-територіальна одиниця утворена у 1923 році в складі Шевченківської округи. Районний центр — селище Златопіль.

## Історія
З 27 лютого 1932 року район в складі Київської, з 10 січня 1939 року Кіровоградської, з 7 січня 1954 року у складі новоствореної Черкаської області.
Станом на 1 вересня 1946 року в районі був 31 населений пункт, які підпорядковувались 23 сільським радам. З них 1 смт, 24 села, 4 хутора і 2 селища:
- смт: Златопіль;
- села: Андріївка, Будо-Макіївка, Бурти, Василівка, Виноградівка, Дібровка, Журавка, Іванівка, Йосипівка, Кам'януватка, Капітанівка, Лип'янка, Листопадове, Маслове, Межигірка, Нечаєве, Оситняжка, Пастирське, Писарівка, Розлива, Розсохуватка, Рубаний Міст, Тишківка, Турія;
- хутори: Капітанівський, Митниця, Молнія, Паланка;
- селища: Рейментарівського радгоспу, Тишківського радгоспу.

Район ліквідований у листопаді 1959 року, а його населені пункти відійшли до Новомиргородського, Шполянського і Смілянського районів.